# وونو
وونو (به لاتین: Võnnu) یک منطقهٔ مسکونی در استونی است که در دهستان کاستره واقع شده‌است. وونو ۵۵۲ نفر جمعیت دارد.